# Strepera
Genre
Strepera est un genre de passereaux de la famille des Artamidae.

## Liste d'espèces
D'après la classification de référence (version 5.2, 2015) du Congrès ornithologique international (ordre phylogénique) :
- Strepera graculina – Grand Réveilleur
- Strepera fuliginosa – Réveilleur noir
- Strepera versicolor – Réveilleur cendré